# المغربة (حبيش)

تعديل مصدري - تعديل

المغربة محلة تابعة لقرية شعب النجار، التابعة لعزلة شباع بمديرية حبيش إحدى مديريات محافظة إب في الجمهورية اليمنية، بلغ تعداد سكانها 44 حسب تعداد اليمن لعام 2004.